# E zuo ju er wen
E zuo ju er wen (cinese tradizionale: 惡作劇2吻; titolo internazionale They Kiss Again) è un teen drama taiwanese andato in onda dal 16 dicembre 2007 al 27 aprile 2008. È basato sul manga giapponese Itazura na Kiss, ed i protagonisti sono interpretati dagli attori taiwanesi Joe Cheng e Ariel Lin. È il seguito della serie televisiva di successo It Started With A Kiss.

## Trama
It Started With A Kiss si è concluso con la strana coppia (Joe Cheng) e Xiang Qin (Ariel Lin) che si sposa nella caratteristica moda comica, e il seguito riprende la storia direttamente dalla luna di miele e dalla vita matrimoniale. Xiang Qin è maldestra come sempre, e crea diverse situazioni divertenti mentre impara ad essere una buona moglie e prova con tutte le forze a diventare una brava infermiera, lavorando al fianco del suo geniale marito. L'aspirante medico Zhi Shu incontra degli ostacoli a scuola quando ha a che fare con dei rivali, sia accademici sia in ambito amoroso, che sono determinati a sopraffarlo. La pressione data dal dover tenere in equilibrio il matrimonio, il lavoro e la scuola porta spesso ad errori ed incomprensioni, così Zhi Shu e Xiang Qin imparano presto che sposarsi giovani non è sempre una grande idea.
Zhi Shu ae Xiang Qin lottano con le loro ambizioni professionali, ed allo stesso tempo con la loro relazione personale. Molte volte la freddezza e la durezza di Zhi Shu portano Xiang Qin alle lacrime, e la ragazza tenta di scappare. Lo stesso Zhi Shu prova a spingere sua moglie verso ambizioni più alte. Zhi Shu impara presto ad amare Xiang Qin e dimentica i suoi modi goffi, mentre la ragazza tenta ancora di più di diventare una moglie migliore.
Zhi Shu e Xiang Qin non sono i soli ad avere dei problemi amorosi. L'amico d'infanzia di Xiang Qin, Ah Jin (Jiro Wang), deve avere a che fare con le dimostrazioni d'affetto di Christine, una studentessa inglese in scambio culturale, che si attacca a lui contro la volontà del ragazzo. Un'altra amica Xiang Qin, Chun Mei (Petty Yang), rimane incinta del suo ragazzo, Ah Bu (Aaron Yan), ma la sua ricca madre intellettualoide prova in tutti modi a tenerli separati. Il fratello minore di Zhi Shu, Yu Shu (Zhang Bo Han), si trova a dover affrontare il suo primo amore, che somiglia incredibilmente alla storia di suo fratello maggiore e Xiang Qin.

## Colonna sonora originale
- Titolo:They Kiss Again Original Soundtrack
- Data di pubblicazione: 28 dicembre 2007

| Traccia | Titolo                                                 | Artista                     |
| ------- | ------------------------------------------------------ | --------------------------- |
| 1       | "Xing Fu He Zhuo She (幸福合作社)" (sigla di apertura) | Mavis Fan                   |
| 2       | "Ni (你)" (You) (sigla di chiusura)                    | Ariel Lin (林依晨)          |
| 3       | "Zhong Yu Yuan Wei" (忠於原味)                         | Joe Cheng (鄭元暢)          |
| 4       | "Be Your Superman"                                     | Chun Biao Yan (純表演)      |
| 5       | "Cang Zai Wei Xiao Li De Mi Mi" (藏在微笑裡的秘密)     | Cyndi Chaw (趙詠華)         |
| 6       | "Ni Ceng Jing Rang Wo Xin Dong"（你曾經讓我心動）      | a Chord                     |
| 7       | "Heaven"                                               | Cai Han Cen and Cai Yi Zhen |
| 8       | "Xing Fu He Zhuo She" (strumentale)                    |                             |
| 9       | "Ni (你)" (strumentale)                                |                             |
| 10      | "Cang Zai Wei Xiao Li De Mi Mi" (strumentale)          |                             |
| 11      | "Ni (你)" (versione ad archi)                          | Ariel Lin (林依晨)          |

## Confronto con il manga
L'adattamento giapponese di Itazura na Kiss, che prende lo stesso nome del manga, è andato in onda da ottobre a dicembre del 1996 con soli 9 episodi. La versione giapponese non arriva a rappresentare il matrimonio di Zhi Shu e Xiang Qin, o la loro vita successiva. In Giappone c'è stato anche un adattamento del manga in anime.

## Messa in onda in altre nazioni
- They Kiss Again è stato trasmesso con successo dalla ABS-CBN nelle Filippine dal 29 luglio 2008. Ai protagonisti sono stati dati nomi occidentali; Xiang Qin è diventata Jeanie, Zhi Shu è stato trasposto in Michael. La serie TV ha vinto un premio agli USTV Student's Choice Award come Miglior Soap Opera Straniera del 2009.

## Sequel
- Qu You Ning, il regista della serie, ha lasciato in sospeso un'altra serie televisiva dal nome Extravagant Challenge per iniziare a girare il terzo seguito della saga iniziata con It Started With A Kiss, It Started With A Kiss 3. È la prima volta che di una serie TV taiwanese vengono programmate 3 stagioni consecutive.